# Balkrishna Vithaldas Doshi
Balkrishna Vithaldas Doshi (gujarati: બાલકૃષ્ણ વિઠ્ઠલદાસ દોષિત)  (Pune, 26 d'agost de 1927 - Ahmadabad, 24 de gener de 2023) fou un arquitecte indi. L'any 2018 es va convertir en el primer del país a rebre el premi Pritzker.

## Biografia
Va estudiar al Fergusson College a Poona, a la J. J. School of Architcture de Bombai i al North London Polytechnic.
Va començar la seva carrera l'any 1951 en qualitat d'estudiant en pràctiques a l'Agència de Le Corbusier. El 1955, va tornar a l'Índia, on va supervisar els nous edificis de Chandigar, la nova capital del Punjab & Haryana. Va ser el representant de Le Corbusier a Ahmedabad de 1954 a 1959.
Va obrir la seva agència Vastu-Shilpa a Ahmedabad l'any 1955.
Treballava amb Louis Kahn i Anant Raje en el disseny del campus del Indian Institutes of Management a Ahmedabad.
A més del seu treball d'arquitecte, B. V. Doshi va ser reconegut per la seva obra pedagògica. És el cofundador de l'escola d'arquitectura d'Ahmedabad (1962-1972), on va concebre un ensenyament integrant les ciències socials i les arts, i del Centre for Environmental Planning and Technology (1972-1981) i del Kanoria Centre for Arts a Ahmedabad.
L'any 2019, el Vitra Design Museum, a Weil am Rhein, a Alemanya, va presentar una retrospectiva del seu treball.
El 24 de gener del 2023, a 95 anys, va morir a Ahmedabad.

## Guardons
- Premi Aga Khan d'arquitectura[3]
- 2007: premi especial del jurat per a la primera edició del global award for sustainable architecture.[4]
- 2018: premi Pritzker.[5]

## Principals realitzacions

Secció acadèmica de l'Institut indi del management a Bangalore, realitzat l'any 1983 per B. V. Doshi

- 1990- Gufa (centre d'art amb Maqbool Fida Husain)
- 1980-1984 Gandhi Labor Institute, Ahmedabad
- 1979-1980 Studio 'Sangath', Ahmedabad
- 1972 Centre for Environmental Planning and Technology, Ahmedabad
- 1962-1974 Indian Institutes of Management amb Louis Kahn i Anant Raje

## Publicacions
- (anglès) Balkrishna Doshi -An Architecture for India, B. V. Doshi, W. J. R. Curtis Rizzoli, 1988. ISBN 0-8478-0937-4
- (anglès) Identity in architecture; contemporary pressures and tradition in India in Architectural Association (Grande-Bretagne) - AAQ, 1/1981, B. V. Doshi, p. 19–25
- (anglès) Rethinking Modernism for the Developing World : The Complete Architecture of Balkrishna Doshi, James Steele, Watson-Guptill Publications (setembre 1998). ISBN 0-8230-0227-6.